# بیگویز
بیگویز (به اسپانیایی: Bigas) یک منطقهٔ مسکونی در اسپانیا است که در والس اورینتال واقع شده‌است. بیگویز ۲۸٫۶ کیلومتر مربع مساحت دارد.